# Songs in the Attic
Songs in the Attic es el primer álbum en vivo de Billy Joel, lanzado en 1981.
Durante el tiempo del lanzamiento, fue único como fue la primera aparición disponible de su primer álbum, Cold Spring Harbor de 1971. Dos canciones de este álbum, "Everybody Loves You Now" y "She's Got a Way," fueron lanzadas como sencillos, ambas llegaron al top 25.

## Lista de canciones
Todas las canciones por Billy Joel.
1. "Miami 2017 (Seen the Lights Go Out on Broadway)" – 5:05
  - Junio de 1980, Madison Square Garden, Nueva York
2. "Summer, Highland Falls" – 3:03
  - Julio de 1980, Bayou, Washington D. C.
3. "Streetlife Serenader" – 5:17
  - Julio de 1980, St. Paul Civic Center, Saint Paul, MN
4. "Los Angelenos" – 3:48
  - Julio de 1980, Toad's Place, New Haven, CT
5. "She's Got a Way" – 2:44
  - Junio de 1980, Paradise Club, Boston, MA
6. "Everybody Loves You Now" – 3:10
  - Julio de 1980, Bayou, Washington D. C.
7. "Say Goodbye to Hollywood" – 4:25
  - Junio de 1980, Milwaukee Arena, Milwaukee, WI
8. "Captain Jack" – 7:16
  - Julio de 1980, Spectrum, Filadelfia, PA
9. "You're My Home" – 3:07
  - Julio de 1980, Bayou, Washington, D. C.
10. "The Ballad of Billy the Kid" – 5:28
  - Junio de 1980, Madison Square Garden, Nueva York, NY
11. "I've Loved These Days" – 4:35
  - Julio de 1980, Horizon, Chicago

- Datos: Q1126888